# روزماري غرانت
روزماري غرانت (بالإنجليزية: Rosemary Grant)‏ هي أحيائية بريطانية، ولدت في 8 أكتوبر 1936 في Arnside ‏ في المملكة المتحدة.